# Putgarten
Putgarten is een gemeente in de Duitse deelstaat Mecklenburg-Voor-Pommeren. De gemeente maakt deel uit van de Landkreis Vorpommern-Rügen.
Putgarten telt 185 inwoners.
Een bekende bezienswaardigheid is het Hunebed bij Nobbin.

## Plaatsen in de gemeente
- Arkona
- Fernlüttkevitz
- Goor
- Nobbin
- Vitt
- Varnkevitz